# Gern hab’ ich die Frauen geküßt
Gern hab’ ich die Frauen geküßt ist eine deutsche Liebes-Stummfilmkomödie aus dem Jahre 1926. Unter der Regie von Bruno Rahn spielen Alfons Fryland, Elisabeth Pinajeff und Evi Eva die Hauptrollen.

## Handlung
Dem Geiger Heinz Reichert liegen die Herzen der Frauenwelt zu Füßen. Mit Lisa Hartwig, der Tochter des Gutsverwalters Franz Hartwig, verbindet ihn eine innige Beziehung. Lisa Hartwig geht in ihrer Liebe zu Heinz sogar so weit, dass sie ihm bei einem finanziellen Engpass eine größere Geldsumme borgt, die sie jedoch aus der Kasse des Gutsschlosses Schlettingen entwendet, über die eigentlich ihr Vater wacht. Heinz verspricht Lisa, gleich nach seinem nächsten bezahlten Engagement die Summe zurückzuerstatten. Doch dazu kommt es nicht, und als Schlossverwalter Hartwig das Fehlen des Geldes bemerkt und Lisa erklärt, wofür sie die Summe benötigt habe, wirft er seine Tochter aus dem Haus. Dieser Umstand belastet das Verhältnis zwischen den beiden Liebenden anfänglich noch nicht allzu sehr.
Reichsgräfin Cäcilie, die Schlossherrin, für deren Vater Franz Hartwig arbeitet, hat derweil ein Auge auf den Geiger geworfen, der sich gern auf diese Liaison einlässt. Lisa entdeckt die beiden während eines Festes beim trauten Zusammensein und wendet sich geknickt ab. Sie entschließt, alles hinter sich zu lassen und nach Berlin zu gehen. Im Schlepptau von Cäcilie findet sich wenig später auch Heinz in der Reichshauptstadt ein. Lisa geht es derweil ziemlich schlecht, und sie muss mit ansehen, welche Begeisterungsstürme Heinzens Konzerte hervorrufen. Sie sucht die Aussprache mit ihm und will Heinz an beider Liebe erinnern, da sieht sie ihren Geiger an der Seite einer verruchten Lebedame und sinkt in Ohnmacht. Vater Franz und der Gutseleve Harald Brandt, ein Jugendfreund Lisas, der schon immer in Lisa verliebt war, sorgen sich um das schwache Mädchen und entscheiden, dass sie in Berlin nichts verloren habe. Gemeinsam reisen alle drei auf den Gutshof zurück. Als Heinz endlich die gesamten Zusammenhänge erfährt, erkennt er seine Schuld Lisa gegenüber, packt seine sieben Sachen und reist ebenfalls zum Schlettinger Gutsschloss zurück.
Dort angekommen muss er erkennen, dass sich Lisa in der Zwischenzeit Harald zugewandt hat, und der ist mitnichten bereit, seine große Liebe für den Hallodri Heinz ziehen zu lassen. Heinz ist nun ebenfalls geknickt und trollt sich. Er kehrt aber noch einmal zu Lisas Unterkunft zurück und will ihr, als letzten Liebesbeweis, seine Geige zurücklassen. Er legt sie auf einem Tisch ab, verschiebt dabei jedoch das Tischtuch, das wenig später durch Funkenflug des brennenden Kamins Feuer fängt. Auf der Straße erkennt Heinz das Feuer und eilt ins Haus zurück. Lisa hatte in ihrem Zimmer geschlafen und die nahende Katastrophe nicht erahnen können. Heinz rettet seine alte Liebe, wird aber selbst von einem herabstürzenden Balken erschlagen. Harald kommt hinzu und führt seine zitternde Lisa fort. Nun können die beiden endlich ungestört ein gemeinsames Leben beginnen.

## Produktionsnotizen
Gern hab’ ich die Frauen geküßt entstand im November 1926 im Rex-Film-Atelier. Der Film passierte am 13. Dezember 1926 die Zensur und wurde am selben Tag im Berliner Primus-Palast uraufgeführt. Der Film besaß acht Akte, verteilt auf 2740 Metern Länge, ein Jugendverbot wurde erteilt.
Carl Ludwig Kirmse entwarf die Filmbauten.
Der Filmtitel nimmt Bezug auf das berühmte gleichnamige Lied von Franz Lehár.